# Hans Thomsen
Hans Thomsen, född 14 september 1891 i Hamburg, död 31 oktober 1968 i Hamburg, var tysk diplomat för Tredje riket. Han var chargé d'affaires vid tyska ambassaden i Washington, D.C., representerade den tyska regeringen från november 1938 (efter återkallande av ambassadör Hans-Heinrich Dieckhoff) fram till 11 december 1941. 1943 ersatte han Victor av Wied (bror till Albaniens prins Wilhelm) vid den tyska legationen i Stockholm där han verkade fram till krigsslutet. I slutet av april 1943 kan han ha varit inblandad i misslyckade fredsförhandlingar med Aleksandra Kollontaj, Sovjetunionens diplomat i Stockholm. Thomsen förhördes innan Nürnbergrättegången men anklagades inte för några brott. I början av 1950-talet tjänstgjorde han som chef för Hamburgs avdelning av Röda korset.